# Empresa Brasil de Comunicação
L'Empresa Brasil de Comunicação (coneguda habitualment per les sigles EBC) és una empresa pública brasilera, de titularitat federal, que posseeix un conglomerat de mitjans de comunicació en el país. Va ser creada l'any 2007 per prestar serveis de radiodifusió pública i administrar les emissores de ràdio i televisió públiques federals.
Té la finalitat de promoure l'accés a la informació a través de fonts plurals i desenvolupar la consciència crítica de la ciutadania.

## Història
La idea de crear una empresa pública de comunicació va sorgir el maig de 2007 durant el 1r Fórum Nacional de Televisions Públiques, a Brasília. La reunió va involucrar diversos sectors de la societat civil i va generar la Carta de Brasília, on va ser demandada la creació d'una televisió pública, independent i democràtica.
L'EBC va ser creada per mitjà del Decret núm. 6.246, del 24 d'octubre de 2007. Posteriorment va ser convertida en la Llei núm. 11.652, del 7 d'abril de 2008. L'estatal va ser creada a partir de la incorporació del patrimoni, del personal i concessions de radiodifusió de Radiobrás i dels béns públics de la Unió gestionats per l'Associació de Comunicació Educativa Roquette Pinto (Acerp).
L'EBC té autonomia i independència en relació al govern federal per definir producció, programació i distribució de continguts en el sistema públic de radiodifusió. La programació de l'EBC és exhibida en xarxes de televisió, ràdio i internet, amb prevalença d'assumptes de les àrees d'educació, art, cultura, ciència i tecnologia, i pretén estimular la producció de continguts regionals, nacionals i independents.
Es tracta d'una societat anònima de capital tancat i la Unió té el 100% de les accions. No obstant això, també podran ser accionistes de l'EBC entitats lligades a l'administració federal indirecta, als estats i municipis, fins a un límit del 49% del capital social. El finançament de l'empresa prové del Pressupost General de la Unió, a més dels ingressos obtinguts per la venda de programes, llicència de marques, donacions, publicitat institucional, patrocini de programes i prestació de serveis a organismes públics i privats.
Com les altres empreses públiques federals, l'EBC és fiscalitzada externament per la Secretaria de Control Intern de la Presidència de la República (CISET/PR) i pel Tribunal de Comptes de la Unió – TCU.

## Estructura
L'EBC, per tractar-se d'una empresa estatal, és un òrgan de l'administració federal indirecta, sent vinculada a la Secretaria de Govern, per mitjà de la Secretaria de Comunicació Social.

### Consell d'Administració
El Consell d'Administració de l'EBC és, actualment, format per un President, nomenat per la Casa Civil de la Presidència de la República, pel Director-President de la directoria executiva, per un membre indicat pel Ministeri d'Educació, per un membre indicat pel Ministeri de Cultura, per un membre indicat pel Ministeri d'Economia, per un membre indicat pel Ministeri de Ciència, Tecnologia, Innovacions i Comunicacions, un membre representant dels empleats de l'EBC i dos membres independents, indicats d'acord amb la Llei núm. 13.303, del 30 de juny de 2016.

### Comitè Editorial i de Programació

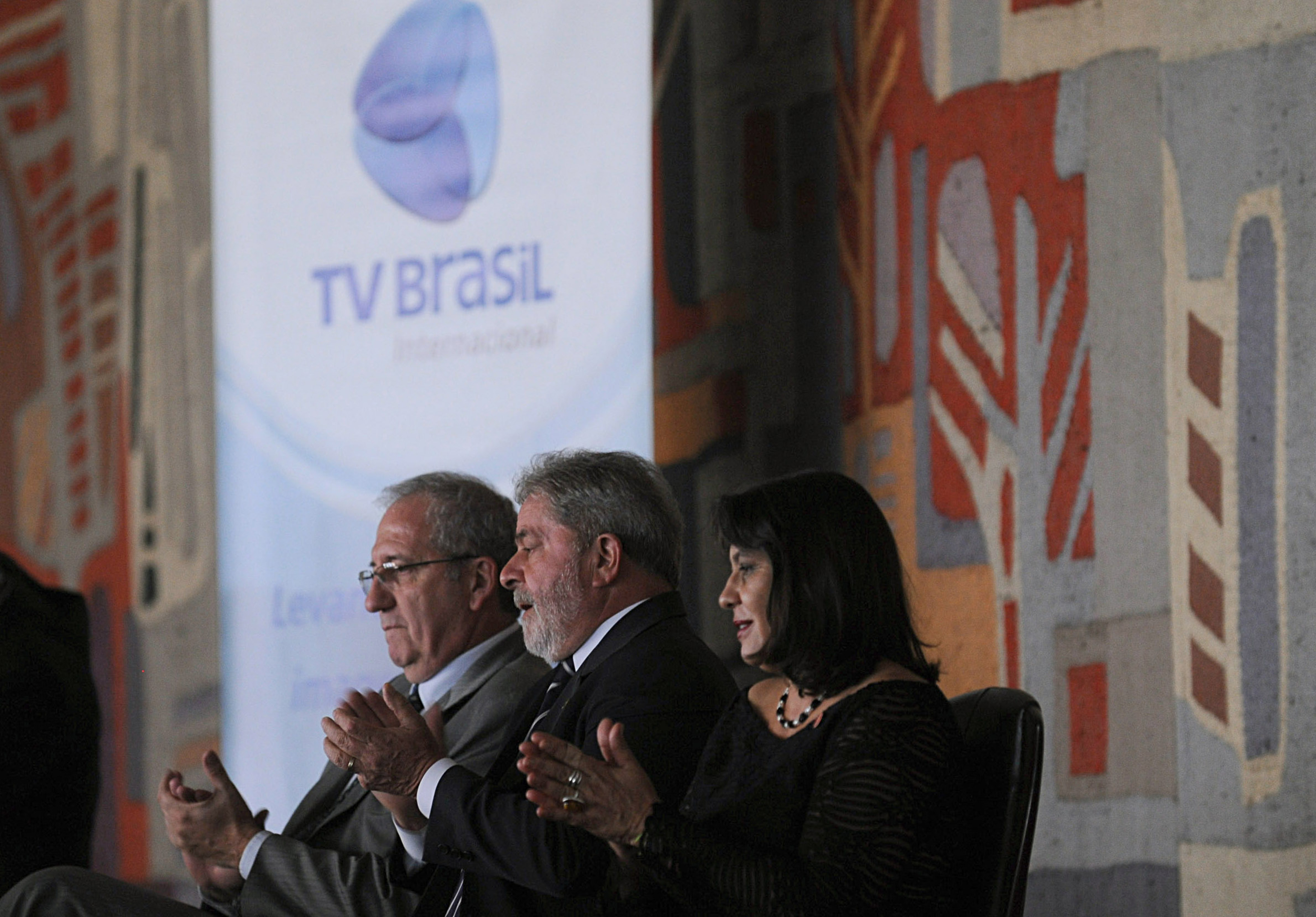
Cerimònia de llançament del canal TV Brasil Internacional, 2010.

El Comitè Editorial i de Programació de l'EBC és un òrgan tècnic consultiu i deliberatiu previst per la Llei núm. 13.417. El càrrec té una duració de dos anys, sense reelecció. Cada un dels onze membres del comitè representen un d'aquests sectors:
| - Emissores públiques de ràdio i televisió - Centres universitaris de Comunicació Social - Sector audiovisual independent - Mitjans de comunicació legislatius - Comunitat cultural - Comunitat científica i tecnològica | - Entitats de defensa dels drets de nens i adolescents - Entitats de defensa dels drets humans i de les minories - Entitats de la societat civil de defensa del dret a la Comunicació - Centres universitaris de Magisteri - Empleats de la EBC |

## Divisions

### TV Brasil
TV Brasil és una xarxa de televisió pública amb seu a Brasília i a Rio de Janeiro, a més d'una filial a São Paulo. L'emissora, que compta amb 50 afiliades en 21 estats, va iniciar les emissions el 2 de desembre de 2007 i pauta la seva programació pel caràcter públic i educatiu.

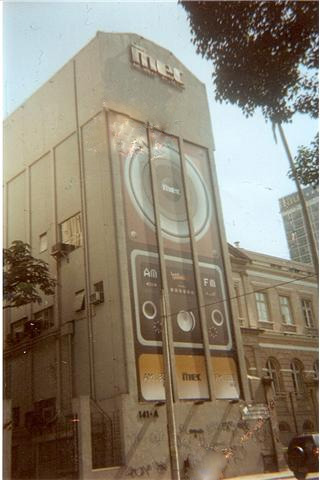
La seu a Rio de Janeiro de les emissores MEC i MEC FM, integrants de Rádios EBC.

### Rádios EBC
Rádios EBC és un grup d'emissores de ràdio creat el 2007 amb la incorporació de Rádio MEC i de Rádio Nacional. L'EBC té el major sistema de cobertura nacional de ràdio, amb 9 emissores pròpies i 14 d'afiliades.

### Agência Brasil
Agência Brasil va ser creada el 1989 com a hereva de l'extinta Radiobrás, i incorporada a l'EBC el 2007. La seva cobertura està centrada en els actes i fets relacionats amb el govern, l'Estat i la ciutadania.

### Portal EBC
El Portal EBC és una plataforma d'internet que integra continguts dels mitjans citats (Agência Brasil, Radioagência Nacional, Rádios EBC, TV Brasil, TV Brasil Internacional). Està actiu des de juliol de 2012, quan va ser llançada la versió beta del web, i va ser inaugurat oficialment l'octubre del mateix any.

### Xarxa Nacional de Comunicació Pública
L'EBC, a més de dirigir les emissores públiques federals, també és responsable de la Rede Nacional de Comunicação Pública (RNCP). Pretén establir la cooperació tècnica, per mitjà de capital públic i privat, per explotar els serveis de radiodifusió pública. Entre els mitjans que integren l'RNCP, es troben emissores de televisió universitària (UFSC, UFAL o UPPB, entre altres), ràdio universitària (UFMG, UNIFAP o UFS) i les ràdios de la Marina i de la Força Aèria Brasilera.

### EBC Serviços
EBC Serviços és la branca responsable de la prestació de serveis als altres òrgans de l'administració pública federal; de la producció dels programes i de la distribució de la senyal de la Xarxa Nacional de Ràdio i del programa A Voz do Brasil, que és de transmissió obligatòria per totes les cadenes de ràdio del país.

## Intent de privatització
Segons dades de 2020, els ingressos propis d'EBC van ser de 65,8 milions de reals, mentre que les subvencions rebudes dels pressupostos generals de la Unió van sumar 389,1 milions. Les despeses de la societat van arribar als 543,4 milions, donant un dèficit de 88,5 milions. La plantilla de l'empresa era de 1.880 persones.
L'any 2021, el govern brasiler encapçalat pel president Jair Bolsonaro, va incloure l'Empresa Brasil de Comunicação en la llista d'empreses públiques candidates a iniciar el seu procés de privatització. Dos anys després, Lula da Silva va ser elegit president (l'EBC s'havia creat durant el seu segon mandat) i va cumplir la promesa electoral de retirar la proposta, que també afectava Correus.